# Alepes kleinii
Alepes kleinii är en fiskart som först beskrevs av Bloch, 1793.  Alepes kleinii ingår i släktet Alepes och familjen taggmakrillfiskar. Inga underarter finns listade i Catalogue of Life.

## Bildgalleri

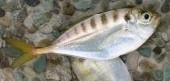
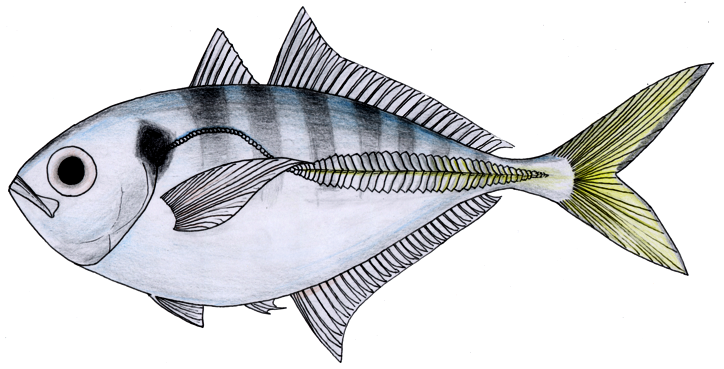